# Бен-10: Инопланетная сила
«Бен-10: Инопланетная сила» (англ. Ben 10: Alien Force) — американский мультсериал, производства Cartoon Network Studios. Является прямым продолжением мультсериала «Бен-10», фильма «Бен-10: Наперегонки со временем» и полнометражного мультфильма «Бен-10: Крушение пришельцев». Всего вышло 3 сезона. Мировая премьера состоялась в 2008 году, премьера в России 21 сентября 2009 года.

## Сюжет
Действие разворачивается через 5 лет после событий мультсериала «Бен-10: Классика». Бен Теннисон смог снять с руки Омнитрикс и ведёт жизнь обычного школьника, а Гвен смогла управлять своими магическими силами без произношения заклинаний. Теперь Бену 15 лет. В один день его дедушка Макс, занимающийся исследованием пришельцев, загадочно исчезает. Бен снова надевает Омнитрикс, в котором все старые супергерои заменились на совершенно новых, и вместе с Гвен отправляется на его поиски. Они обнаруживают, что новая раса инопланетян, называющая себя Чистопородными, готовит массовое вторжение, чтобы уничтожить человеческий род. Также у Бена и Гвен появляется союзник, бывший враг Бена Кевин И. Левин.
Бен вместе со своей двоюродной сестрой вынужден объединиться с бывшим врагом — Кевином, создав команду, чтобы противостоять вторжению пришельцев. Между Беном и Кевином возобновляется дружба, а между Гвен и Кевином возникают романтические отношения.
На протяжении двух сезонов мультсериала Бен, Гвен и Кевин борются с Чистопородными, спасают детей Санитаров Космоса, а в третьем сезоне, справившись с предыдущей инопланетной угрозой, у них появляются новые миссии. В третьем сезоне также возвращаются многие прошлые враги Бена, в том числе и Вилгакс.

## Главные персонажи
- Бен Теннисон / Бен 10 — главный герой мультсериала. В отличие от первого сериала, Бен здесь очень здравомыслящий и серьёзный. Омнитрикс использует более правильно и умело. В этом сериале он вместо своей старой бело-чёрной футболки носит чёрную футболку и зелёную куртку с цифрой 10. Исчезновения дедушки Макса очень обеспокоило его.
- Гвен Теннисон — двоюродная сестра Бена. Обладает магическими способностями к излучению энергии, у неё «дар с небес» (как впоследствии выясняется, она унаследовала его от бабушки, которая принадлежала к расе Анодитов с планеты Анодин (англ. Anodyne)). У неё здесь более длинные и тёмные волосы, чем в прошлом сериале, также у неё изменился цвет глаз. Поскольку Бен очень изменился, она уже не относится к нему так язвительно, как раньше — теперь они отличные друзья. Гвен неравнодушна к Кевину, который отвечает ей взаимностью. Но позже начинала нравиться ему. Когда Кевин стал монстром в 3 сезоне, Гвен всё время ищет способ вернуть Кевина в нормальное состояние. По сравнению с первым сериалом, она носит очки. Исходя со слов Диагона, Гвен является самым сильным существом на Земле.
- Кевин Итан Левин — бывший враг Бена Теннисона, долго пробывший в Нулевом Пространстве (особой космической тюрьме), но вернувшийся оттуда при неизвестных обстоятельствах. Он на год старше Бена и Гвен. Некоторое время торговал инопланетным оружием, но в первой серии первого сезона, помог Бену и Гвен спасти город и объединился с ним. Сначала любил подшучивать над Беном, но позже стал относиться к нему более серьёзно. Также имеет симпатию к Гвен. Но тот скрывает это от Гвен. Отец Кевина был Санитаром Космоса, отчасти поэтому он объединился с Беном. Способен впитывать вещества, чтобы усилить свой боевой потенциал. В 3 сезоне по просьбе Бена безуспешно попытался взломать защиту Омнитрикса, но превратился в мутанта из нескольких веществ, потеряв способность впитывать вещества, зато научившись превращать руки в оружие. В результате для жизни в обществе вынужден носить инопланетную маску-хамелионатор. В финале, благодаря взрыву Омнитрикса, снова становится самим собой, сохранив при этом свои способности. Принадлежит к расе Осмосиан.
- Джули — девушка, которая стала романтическим интересом Бена. Узнала его тайну в первом сезоне и с тех пор помогает ему во всём. Любопытная, очень близка с Беном и хочет видеть все его подвиги. Имеет гальванического Мехоморфа (супергерой Плазма из мультсериала «Бен 10») — карлика по кличке Кораблик, который позднее научился превращаться в звездолёт.
- Дедушка Макс — Санитар Космоса в отставке. Исчезает, оставив загадочное послание Бену. Позднее с помощью нулевого прожектора уничтожил себя, но не умер, а попал в Нулевое Пространство, и стал сражаться с доктором Энимо, который стал себя называть Дэвоидом.
- Азимус — пришелец с планеты Гальван Прайм (англ. Galvan Prime), создатель Омнитрикса. Беспокоится о том, как бы его прибор не попал в опасные руки и часто помогает Бену. В конце 3 сезона его помощник Альбедо украл копию Омнитрикса и делает программу Ультимейт.
- Альбедо Галвин — бывший ученик Азимуса. Посчитав Бена недостойным Омнитрикса, создал собственный, в результате чего превратился в его двойника. Из-за неисправности своего Омнитрикса хотел украсть оригинальный Омнитрикс. Азимус лишил его основного механизма часов, и он навсегда остался двойником Бена. В финале 3 сезона объединился с Вилгаксом и украл у Азимуса — копию Омнитрикса и сделал программу Ультимейт.
- Вилгакс — Главный враг Бена. Находился в стазисе.

## Супергерои
- Пламенный (англ. Swampfire) — первый супергерой, в которого перевоплотился Бен с новыми часами. Способен поднимать большие грузы, стрелять огнём, управлять растениями и выпускать усыпляющий газ. Восстанавливает уничтоженные или оторванные конечности. Гибрид Человека-огня и Лозы. Метаносианин.
- Гумангозавр (англ. Humungosaur) — инопланетянин, похожий на динозавра. Обладает большой физической силой. Умеет вырастать до 20-25 метров. Ваксасаурианин.
- Желе (англ. Goop) — супергерой, состоящий из слизи. Двигается при помощи антигравитационного прибора. Почти неуязвим. Способен испускать слизевые волны. Может разбрызгаться, но не погибнет.
- Кристалл (англ. Cromastone) — пришелец, способный поглощать энергию и использовать её против врагов. Имеет большую силу. В 3 сезоне, был уничтожен Вилгаксом, но его место занял Алмаз.
- Крылатый (англ. Big Chill) — летающее существо с замораживающим дыханием. На земле его крылья складываются и превращаются в плащ. Способен стать бесплотным, словно призрак или невидимым. Его раса — некрофригиан.
- Мудрый Краб (англ. Brainstorm) — умный пришелец, похожий на речного краба. Может стрелять электричеством и электромагнитными волнами. Гибрид Челюстей и Гуманоида.
- Лучистый (англ. Jetray) — супергерой, наделённый способностью быстро летать. Умеет стрелять лучами из глаз и хвоста.
- Обезьяна-паук (англ. Spidermonkey) — четырёхглазая мартышка. Очень ловка. Стреляет паутиной из хвоста Относится к расе Арахнашимпанзе.
- Эхо-Эхо (англ. Echo-Echo) — маленькое существо. Может испускать звуковые волны и создавать двойников, сколько захочет. Гибрид Гуманоида, Двойника и Волка. Эхо-Эхо состоит из силикона. Относится к расе Соноросапиенс.
- Х-Герой (англ. Alien X) — человекоподобный гуманоид, похожий на звёздное небо. Он всемогущ. Прежде чем что-то сделать, он должен обсудить это с Голосами Сострадания и Ярости.
- Блевака (англ. Upchuck) — почти не изменившийся супергерой. Также перехватывает снаряды и выплевывает во врага.
- Ядро (англ. Cannonbolt) — остался таким же, если не считать того, что знак Омнитрикса расположился на животе и зубы стали постоянными.
- Супер Большой (англ. Waybig) — не изменился. Такой же сильный и большой. Токустар.
- Рэт (англ. Rath) — агрессивный апоплексианин, похожий на тигра.

## В ролях

### Главные роли
- Юрий Ловенталь — Бен Теннисон, Альбедо, Омнитрикс, Орб
- Эшли Джонсон — Гвен Теннисон, Сисили
- Грег Сайпс — Кевин Итан Левен
- Ди Брэдли Бейкер — Пламенный, Эхо-эхо, Гумангозавр, Лучистый, Крылатый, Кристалл, Мудрый Краб, Обезьяна-паук, Желе, Звезда, Алмаз, Ядро, Блевака, Супер Большой, Гибриды, Чистопородные, Вечные Рыцари, Ульти Гумангозавр, Ульти Пламенный, Сссерпент, Псифон, Офицер Уэллс, Сэнг-Фроид, Тифин, За-Винул, Сагилит, Хуго, Деска
- Вайван Пэм — Джули, Кораблик, Майакс
- Пол Эйдинг — Макс Теннисон, Гибриды, Чистопородные, Старый Крот
- Джефф Беннетт — Азимус, Магистр Лабрид, Альтимос, Призрак, Краб
- Джон ДиМаджио — Рэт, Вулканус, Октагон Вридл, Рагнарок, Судья Домстол
- Джеймс Ремар — Вилгакс

### Второстепенные роли
- Дидрих Бадер — Симиан, Лу
- Клэнси Браун — Дракон
- Пауэрс Бут — Сандэр
- Барбара Бэйн — Вердона Теннисон (Человек)
- Ким Май Гест — Люси
- Йоан Гриффит — Девин Левин
- Дайан Делано — Эдна
- Брайан Джордж — Майор Колеман
- Майкл Йорк — Патрик
- Хаким Кае-Казим — Коннор
- Тим Карри — Джосеф Чадвик
- Кевин Конрой — Беликус
- Джульет Ландау — Хелен Вилс, Натали Теннисон, Вердона Теннисон, Тини
- Мэтт Левин — Кэш Мюррэй
- Бет Литтлфорд — Сандра Теннисон
- Уоллес Лэнгэм — Тайлер
- Викки Льюис — Серена
- Ричард МакГонагл — Рэй Райзинг III, Высший Чистопородный, Чистопородные, Гибриды, Вечные Рыцари, Генерал Грофф
- Дэвид Маккаллум — Профессор Парадокс
- Дон МакМэнус — Карл Теннисон
- Скотт Менвиль — Джей Ти
- Камали Минтер — Трина
- Джордж Ньюберн — Фрэнк Теннисон
- Кори Паднос — Купер Дэниэлс
- Александр Полински — Аргит
- Роб Полсен — Баз-Эль, Ромбоид Вридл
- Хари Пейтон — Мэнни Армстронг, Хекс
- Кевин Майкл Ричардсон — Командующий Чистопородных, Гибриды, Вечные Рыцари, Шериф Мэйсон, Сэр Мортон, Император Миллиос
- Зенон Робинсон — Алан Аллбрайт
- Джонатан Кимбл Симмонс — Магистр Гилхил
- Тара Стронг — Принцесса Аттея
- Джеймс Арнольд Тейлор — Рафф
- Адам Уайли — Пирс Вилс
- Уил Уитон — Майкл Морнингстар/Даркстар
- Кэри Уолгрен — Колдунья
- Дэйв Фенной — Тетракс
- Уилл Фридл — Кен Теннисон
- Роберт Дэвид Холл — Чистопородные, Вечные рыцари
- Дуайт Шульц — Доктор Энимо, Дэвоид.
- Памела Эдлон — Мама Кевина
- Грег Эллис — Сквайр

На русский язык сериал дублирован студией Videofilm International по заказу Cartoon Network Studios. Автор русских диалогов и режиссёр дубляжа Татьяна Соболь (Хвостикова).